# Living (2022)
Living is een Britse film uit 2022, geregisseerd door Oliver Hermanus. De film is een remake van de Japanse film Ikiru van Akira Kurosawa uit 1952.

## Verhaal
Londen, jaren 1950, Williams (Bill Nighy) is een ervaren ambtenaar bij de wederopbouw van het Verenigd Koninkrijk na de Tweede Wereldoorlog. Alles draait hem enkel om vakkundig papierwerk totdat hij de diagnose van een dodelijke ziekte krijgt. Als weduwnaar verbergt hij de toestand voor zijn volwassen zoon en brengt een avond van losbandigheid door met een bohemien schrijver in Brighton en verschijnt uitzonderlijk niet op kantoor. Nadat hij voormalig collega Margaret (Aimee Lou Wood) ontmoet die hem inspireert om betekenis te geven aan zijn resterende dagen, probeert Williams een bescheiden bouwproject te redden van de bureaucratie.

## Rolverdeling
| Acteur         | Personage       |
| -------------- | --------------- |
| Bill Nighy     | Williams        |
| Aimee Lou Wood | Margaret Harris |
| Alex Sharp     | Peter Wakeling  |
| Tom Burke      | Sutherland      |

## Productie
In oktober 2020 werd aangekondigd dat Bill Nighy en Aimee Lou Wood de hoofdrollen zouden spelen in Living. In juni 2021 startte het filmen, er werd aangekondigd dat Alex Sharp en Tom Burke zich bij de filmproductie hadden gevoegd. Ook werd bekendgemaakt dat Toho, de distributeur van de originele film, de rechten voor Japan had verworven. De London County Hall vormde niet alleen het decor voor de film, maar ook voor de financiering ervan.

## Release en ontvangst
Living ging op 21 januari 2022 in première op het Sundance Film Festival. De film kreeg positieve kritieken van de filmcritici, met een score van 94% op Rotten Tomatoes, gebaseerd op 16 beoordelingen.